# Urban Legend 3: Bloody Mary
Pour les articles homonymes, voir Bloody Mary (homonymie).
Série Urban Legend
Coup de grâce
(2000)
Pour plus de détails, voir Fiche technique et Distribution.
Urban Legend 3: Bloody Mary, ou Légendes urbaines 3 : La légende de Bloody Mary au Québec, (Urban Legends: Bloody Mary) est un film américain réalisé par Mary Lambert sorti en 2005 en direct-to-video. Il est le dernier film de la trilogie Urban Legend. Le film abandonne la forme du slasher des précédents films et intègre à la place des événements surnaturels.

## Synopsis
Salt Lake City, 1969. Trois jeunes étudiantes sont enlevées pendant un bal par leurs cavaliers. Mary, une des jeunes filles enlevées, parvint à fuir mais trouve la mort dans le sous-sol de son école. 35 ans plus tard, d'autres étudiantes ont été enlevées et retrouvées en parfaite santé. Les coupables sont les enfants des ravisseurs de 1969 qui ont suivi l'exemple de leurs pères. C'en est trop pour le fantôme de Mary qui décide de se venger en tuant les enfants de ses ravisseurs, ravisseurs eux-mêmes, en utilisant des légendes urbaines. Samantha Owens, une des filles enlevées 35 ans après la mort de Mary, et son frère jumeau Davis Owens, décident de retrouver le corps de Mary afin de l'enterrer et d'arrêter cette série de meurtres.

## Fiche technique
- Titre original : Urban Legends: Bloody Mary
- Titre français : Urban Legend 3: Bloody Mary
- Titre québécois : Légendes urbaines 3 : La légende de Bloody Mary
- Réalisation : Mary Lambert
- Scénario : Michael Dougherty, Dan Harris
- Production : Aaron Merrell, Scott Messer, Louis Phillips
- Musique : Jeff Rona
- Photographie : Ian Fox
- Costume : Chris Demuri
- Pays d'origine : États-Unis
- Format : couleurs (DeLuxe) - 2,35:1 - Dolby Digital - 35 mm
- Genre : horreur-fantastique
- Durée : 89 minutes
- Dates de sortie : 
  -  États-Unis : 19 juillet 2005 (en DVD)
  -  France : 24 août 2005 (en DVD)
- Interdit aux moins de 12 ans

## Distribution
- Kate Mara (VF : Ariane Aggiage) : Samantha Owens
- Robert Vito (VF : Alexis Tomassian) : David Owens
- Tina Lifford (VF : Michèle Bardollet) : Grace Taylor
- Michael Coe (VF : Donald Reignoux) : Buck Jacoby
- Audra Lea Keener (VF : Marie Zidi) : Heather Thompson
- Ed Marinaro (en) (VF : Patrick Floersheim) : Bill Owens
- Lillith Fields : Mary Banner
- Nancy EverHard (VF : Martine Irzenski) : Pam Owens
- Brandon Sacks (VF : Thierry Wermuth) : Roger Dalton
- Nate Heard (VF : Stéphane Pouplard) : Tom Higgins
- Jeff Olson (VF : Richard Leblond) : Sheriff McKenna
- Don Shanks : Coach Jacoby
- Hailey Smith : Martha
- Olesya Rulin : Gina
- Charlene Baptista : Grace jeune
- Daniel P. Culmer : Willy
- Cameron Jones : Keith
- Matt Mascaro : Mick
- Lisa K. Lambert : Dawn

## Distinctions
Sauf indication contraire, les informations mentionnées dans cette section peuvent être confirmées par la base de données cinématographiques IMDb,  présente dans la section « Liens externes ».

### Nominations
- Golden Trailer Awards 2005 : nommé film le plus trash[1].

## Autour du film
Urban Legend 3 : Bloody Mary n'est pas la suite à proprement parler des deux premiers films, bien qu'on y parle des événements du second opus de la saga.